# Roann
Roann és una població dels Estats Units a l'estat d'Indiana. Segons el cens del 2006 tenia 385 habitants.

## Demografia
Segons el cens del 2000, Roann tenia 400 habitants, 153 habitatges, i 117 famílies. La densitat de població era de 858 habitants/km².
Dels 153 habitatges en un 36,6% hi vivien nens de menys de 18 anys, en un 61,4% hi vivien parelles casades, en un 8,5% dones solteres, i en un 22,9% no eren unitats familiars. En el 21,6% dels habitatges hi vivien persones soles l'11,1% de les quals corresponia a persones de 65 anys o més que vivien soles. El nombre mitjà de persones vivint en cada habitatge era de 2,61 i el nombre mitjà de persones que vivien en cada família era de 2,99.
Per edats la població es repartia de la següent manera: un 27,5% tenia menys de 18 anys, un 9% entre 18 i 24, un 26% entre 25 i 44, un 25% de 45 a 60 i un 12,5% 65 anys o més.
L'edat mediana era de 35 anys. Per cada 100 dones de 18 o més anys hi havia 94,6 homes.
La renda mediana per habitatge era de 41.000$ i la renda mediana per família de 42.955$. Els homes tenien una renda mediana de 29.833$ mentre que les dones 22.411$. La renda per capita de la població era de 20.880$. Entorn del 4,8% de les famílies i el 9,5% de la població estaven per davall del llindar de pobresa.

## Poblacions més properes
El següent diagrama mostra les poblacions més properes.